# ناحیه بلیسفیلد، میشیگان
ناحیه بلیسفیلد (به انگلیسی: Blissfield Township) یک منطقهٔ مسکونی در ایالات متحده آمریکا است که در شهرستان لناوی، میشیگان واقع شده‌است.
 ناحیه بلیسفیلد ۵۴٫۶ کیلومتر مربع مساحت و ۳٬۹۷۳ نفر جمعیت دارد و ۲۰۸ متر بالاتر از سطح دریا واقع شده‌است.